# Danuše Nerudová
Danuše Nerudová (ur. 4 stycznia 1979 w Brnie) – czeska ekonomistka i nauczycielka akademicka, w latach 2018–2022 rektor Uniwersytetu Mendla w Brnie, posłanka do Parlamentu Europejskiego X kadencji.

## Życiorys
W 2002 ukończyła studia na wydziale ekonomii i biznesu Uniwersytetu Rolniczo-Leśnego im. Mendla w Brnie. Doktoryzowała się na tej samej uczelni w 2005. Podjęła pracę jako nauczycielka akademicka na macierzystym uniwersytecie (przemianowanym następnie na Uniwersytet Mendla w Brnie). Kierowała instytutem rachunkowości i podatków, zajmowała stanowiska prodziekana swojego wydziału (2009–2014) i prorektora uczelni (2014–2015). W październiku 2017 została wybrana na stanowisko rektora Uniwersytetu Mendla w Brnie. Stanowisko to objęła w lutym 2018.
W marcu 2022 ogłosiła swój start w wyborach prezydenckich rozpisanych na styczeń 2023. W październiku 2022 współrządząca centroprawicowa koalicja SPOLU wskazała ją jako jednego z trzech popieranych pretendentów. W następnym miesiącu Danuše Nerudová przedłożyła ponad 82 tysiące podpisów pod swoją kandydaturą celem jej zarejestrowania. W pierwszej turze głosowania z 13 i 14 stycznia 2023 zajęła 3. miejsce wśród 8 kandydatów z wynikiem 13,9% głosów.
W 2024 z ramienia ugrupowania Burmistrzowie i Niezależni uzyskała mandat eurodeputowanej X kadencji.

## Życie prywatne
Mężatka, ma dwoje dzieci.